# 圆岛
38°40′26″N 122°09′51″E / 38.67391°N 122.16404°E
圆岛是中华人民共和国辽宁省大连市南部的有人驻守礁石，是中国领海基线点之一，地处辽东半岛沿海最南端，在大连港东南约30海里外，紧邻出入大连港和黄海北部的重要航道， 有“大连第一岛”和黄海北部导航“安全岛”的美名。

## 岛屿概况
圆岛位于东经121度9分48秒、北纬38度40分28秒，是黄海中的孤立小岛，其旁边有另有一岛，名小圆岛。小岛全长约300米，宽约140米，面积4.2万平方米，最高海拔62米，形状近于圆形，如馒头。 圆岛属于基岩形海蚀地貌，周围礁石林立，沟堑岩洞遍布，海沟深40米以上，礁群四周礁群区内平均水深10米以上，分布有暗礁。圆岛海区盛产高品质的皱纹盘鲍、海参、海胆、六线鱼、黑鲪鱼、鳕鱼等海珍品。

## 岛屿建设
2013年，由于圆岛存在圆岛功能受限、环境恶劣、设施缺乏等生态环境问题，大连圆岛整治修复及生态建设实验基地实施方案通过专家评审并全面展开，包含基础设施升级、实验基地功能性设施建设和海岛植被养护改良等三项工程。历时3年建设，圆岛已成为中国北方首个岛基海洋观（监）测综合实验基地和海岛生态建设实验示范基地。
现时圆岛上有灯塔、雾笛和无线电指向标等设备。圆岛灯塔始建于1925年，塔身为白色圆柱形钢筋混凝土结构，安装封闭式集束旋转灯器。塔高20米，灯高66米，灯光射程20海里，灯质闪白15秒，被誉为大连海区第一灯。

## 生态保护
2014年中国农业部将圆岛周边的海域划为大连圆岛海域国家级水产种质资源保护区，保护区总面积435公顷，其中核心区面积139公顷，特别保护期为每年4月1日至8月31日，实验区面积296公顷。主要保护对象为皱纹盘鲍、刺参、光棘球海胆、大头鳕、黄条鰤、花鲈等，其他保护物种包括许氏平鮋、大泷六线鱼、星鳗、黄鲫等。